# Lars Jorde

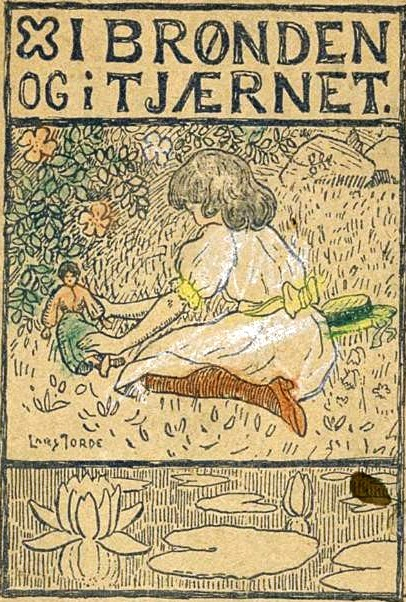
Omslag till Jørgen Moes I brønden og i tjernet av Lars Jorde.

Lars Jorde, född 1865, död 1939, var en norsk målare.
I Jordes tidigare arbeten märktes efter en tids inflytande från danskt måleri en kraftig påverkan från fransk impressionism. Senare fick hans konst en alltmer nationell prägel. Jordes bilder, särskilt de från Hedemarken, äger med sin utpräglade kolorism och dragning åt det dekorativt stiliserade en sund realism. Jorde är bland annat representerad på Göteborgs konstmuseum.